# Championnat du Koweït de football 1989-1990
Navigation
Saison précédente Saison suivante
La saison 1989-1990 du Championnat du Koweït de football est la vingt-neuvième édition du championnat de première division au Koweït. La Premier League regroupe les huit meilleurs clubs du pays au sein d'une poule unique où ils s'affrontent trois fois au cours de la saison, à domicile et à l'extérieur. À la fin de la compétition, il n'y a ni promotion, ni relégation.
C'est le club d'Al Jahra qui remporte le championnat en terminant en tête du classement final, avec trois points d'avance sur Al Arabi Koweït et huit sur le Kazma Sporting Club. C'est le tout premier titre de champion du Koweït de l'histoire du club.
À cause de la guerre du Golfe, les compétitions sont suspendues dans la région du Golfe Persique pour la saison 1990-1991. Cependant, Al Jahra obtient le droit de participer à la Coupe des clubs champions pour l'édition 1991-1992.

## Les clubs participants
| - Al Arabi Koweït - Al-Salmiya SC - Kazma Sporting Club - Al Kuwait Kaifan | - Qadsia Sporting Club - Al Yarmouk - Promu de D2 - Al Jahra - Al Nasr Koweit |

## Compétition

### Classement
Le barème utilisé pour établir le classement est le suivant :
- Victoire : 3 points
- Match nul : 1 point
- Défaite : 0 point

| Rang | Équipe                | Pts | J  | G  | N  | P  | Bp | Bc | Diff |
| ---- | --------------------- | --- | -- | -- | -- | -- | -- | -- | ---- |
| 1    | Al Jahra              | 40  | 21 | 11 | 7  | 3  | 20 | 8  | +12  |
| 2    | Al Arabi Koweït T     | 37  | 21 | 10 | 7  | 4  | 27 | 15 | +12  |
| 3    | Kazma Sporting Club C | 32  | 21 | 8  | 8  | 5  | 24 | 16 | +8   |
| 4    | Al Kuwait Kaifan      | 28  | 21 | 6  | 10 | 5  | 18 | 17 | +1   |
| 5    | Qadsia Sporting Club  | 27  | 21 | 7  | 6  | 8  | 19 | 19 | 0    |
| 6    | Al-Salmiya SC         | 27  | 21 | 6  | 9  | 6  | 18 | 18 | 0    |
| 7    | Al Yarmouk P          | 17  | 21 | 3  | 8  | 10 | 15 | 28 | -13  |
| 8    | Al Nasr Koweit        | 13  | 21 | 2  | 7  | 12 | 13 | 33 | -20  |

|  | Qualification pour la Coupe d'Asie des clubs champions 1991-1992 et la Coupe des clubs champions du golfe Persique 1992 |
|  | Qualification pour la Coupe des Coupes 1991-1992                                                                        |
|  | Relégation directe en deuxième division                                                                                 |
|  | T : Tenant du titre C : Vainqueur de la Coupe du Koweït P : Promu de D2                                                 |

## Bilan de la saison
| Championnat du Koweït de football 1989-1990      |                      |
| Champion                                         | Al Jahra (1er titre) |
| Coupes et trophées                               |                      |
| Vainqueur de la Coupe du Koweït 1989-1990        | Kazma Sporting Club  |
| Qualifications continentales                     |                      |
| Coupe d'Asie des clubs champions 1991-1992       | Al Jahra             |
| Coupe des Coupes 1991-1992                       | Kazma Sporting Club  |
| Coupe des clubs champions du golfe Persique 1992 | Al Jahra             |
| Promotions et relégations                        |                      |
| Promus en Premier League                         | Aucun                |
| Relégués en First Division                       | Aucun                |